# Ищенко, Игорь Григорьевич
И́горь Григо́рьевич И́щенко (укр. Ігор Григорович Іщенко; 21 февраля 1967, Киев, УССР, СССР) — украинский футбольный арбитр категории ФИФА (с 2000 года). Работает в Федерации Футбола Киева директором школы арбитров. Сын украинского футбольного тренера Григория Ищенко. Семейное положение — женат, есть сын и две дочери. Хобби — горные лыжи. Окончил Кировоградский педагогический институт.

## Карьера
Арбитром Игорь Ищенко стал в 1989 году. Тогда он обслуживал матчи любительских региональных лиг. В 2000 году получил категорию арбитра ФИФА. В высшей лиге провёл 186 матчей.

## Матчи
- 20 августа 2003, товарищеский матч: Россия — Израиль 1:2
- 28 марта 2009, ЧМ 2010 (отборочный турнир): Германия — Лихтенштейн 4:0[1]
- 9 июня 2009, ЧМ 2010 (отборочный турнир), товарищеский матч: Азербайджан — Испания[2]